# Farkas Gyöngyi
Farkas Gyöngyi (Budapest –) cimbalomművész, a Rácz Aladár utáni cimbalmos generáció legjelentősebb művésze.

## Élete
Négy éves korára kiderült, hogy abszolút hallása van. A Bartók Béla Konzervatóriumban Szelényi Istvánnál zeneszerzést tanult. A Liszt Ferenc Zeneművészeti Egyetemen cimbalomból (Gerencsér Ferenc) és zeneszerzésből diplomázott. 10 évig volt az Operaház szólistája. Első nagylemezét a világ akkori legnagyobb lemezcége, az EMI jelentette meg. Második nagylemeze Régi magyar táncok címmel jelent meg (Hungaroton 1980), 3 hónap alatt 17 ezer példány fogyott el belőle. Nagy sikere volt a Holland Fesztiválon. Különlegessége, hogy a dallamot és a kíséretet is egymaga játssza.
Koncertezett egész Európában, de fellépései mellett intenzíven foglalkozott a hangszer történetével. Többek között ennek is köszönhető, hogy sikerült felfedeznie eredeti XVIII. századi olasz cimbalomműveket, melyekből a Boosey & Hawkes is kiadott.
Filmet, tv-riportot készített a cimbalomról, valamint 1987-ben rádiósorozatot.
1996-ban megjelent A cimbalom története c. könyve, mely az ókortól napjainkig dolgozza fel a hangszer történetét.
Az utóbbi 15 évben CD-ket készít kortárs szerzők felkérésére külföldre, és rendszeresen koncertezik Olaszországban.

## Fellépései
- Pierre Boulez
- Cziffra György (zongoraművész)
- San Carlo Operaház, Nápoly
- Londoni Szimfonikus Zenekar
- Liszt Fesztivál, Kanada
- Boulez Fesztivál, Svájc
- Koncertezett egész Európában, Amerikában
- Turné Ferencsik Jánossal

## Repertoárja
- Ókori zene
- Középkori egyházi és világi zene
- Reneszánsz
  - angol
  - magyar
  - lengyel
- Barokk
  - Monteverdi
  - Scarlatti
  - Rameau
  - Bach Chaconne, Kromatikus fantázia
- Debussy
- Kortárs zene
- Egzotikus zene
  - keleti
  - indiai
  - arab
  - zsidó
  - perzsa

## Könyve
- A cimbalom története. Dávid zsoltáraitól az európai hangversenytermekig. Budapest, 1996. Gemini K. ISBN 9638168234

## Külső hivatkozások
- nol.hu Kőbánya Kincse